# Jan Sebille
Jan Sebille (13 december 1951) is een Belgische voormalige atleet, die zich had toegelegd op de lange afstand. Hij won in 1985 de eerste editie van de Dam tot Damloop.

## Biografie
In 1985 won Sebille de eerste editie van de Dam tot Damloop. Duizenden mensen stonden langs het parcours om de 4000 lopers aan te moedigen. In 1982 realiseerde hij een besttijd van 2:20.27 op de marathon van Berchem, die hij meteen ook won.
Sebille was aangesloten bij AC Lebbeke en Dilbeek AC.

## Persoonlijke records
| Onderdeel | Prestatie | Datum             | Plaats     |
| --------- | --------- | ----------------- | ---------- |
| 5000 m    | 14.29,8   | 22 juni 1976      | Brussel    |
| 10.000 m  | 29.59,1   | 15 juli 1980      | Brussel    |
| uurloop   | 18,812 m  | 1 oktober 1980    | Roosendaal |
| marathon  | 2:20.27   | 17 september 1982 | Berchem    |

## Palmares

### marathon
- 1979: 17e Marathon van Berchem - 2:24.31
- 1980: 6e BK Marathon - 2.15:55[1]
- 1981: 8e Marathon Neuf-Brisach - 2:23.56
- 1982:  Marathon van Berchem - 2:20.27
- 1985:  Marathon van Gent - 2:31.05

### Andere afstanden
- 1980:  20 km door Brussel - onbekend
- 1981:  20 km door Brussel - onbekend
- 1981:  Sierre-Zinal (bergkoers) - 2:38.50
- 1983:  Sierre-Zinal (bergkoers) - 2:38.47
- 1985:  Dam tot Damloop - 52.09